# Distrito de Chhatarpur
Chhatarpur (en hindi; छतरपुर जिला) es un distrito de la India en el estado de Madhya Pradesh. Código ISO: IN.MP.CT.
Comprende una superficie de 8 687 km².
El centro administrativo es la ciudad de Chhatarpur.

## Demografía
Según censo 2011 contaba con una población total de 1 762 857 habitantes, de los cuales 826 951 eran mujeres y 935 906 varones.

## Localidades
- Ghuwara